# Bruna Genovese

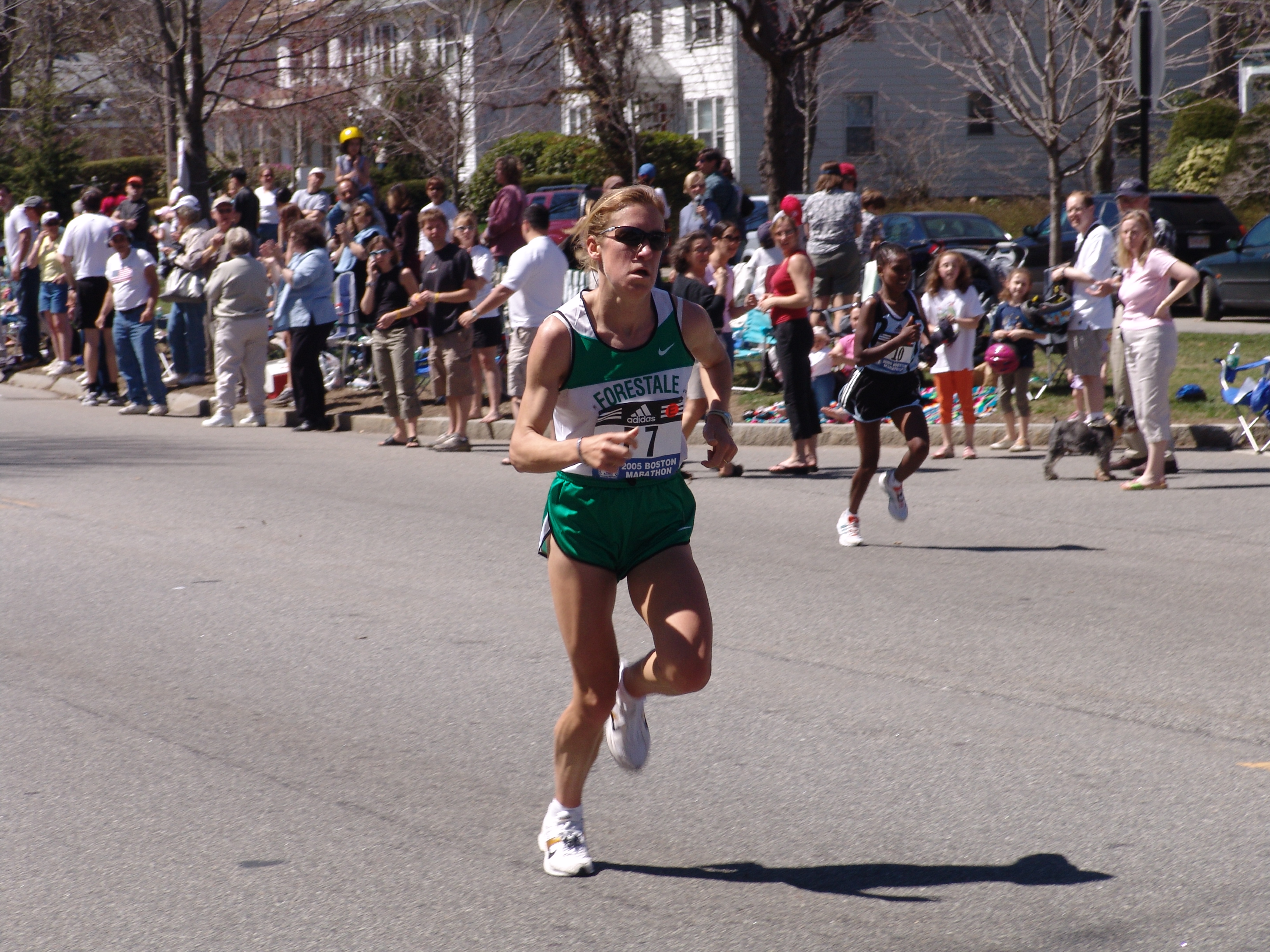
Bruna Genovese 2005 in Boston

Bruna Genovese (* 24. September 1976 in Montebelluna) ist eine italienische Langstreckenläuferin, die sich auf den Marathon spezialisiert hat.

## Werdegang
1999 wurde Genovese Dritte beim Venedig-Marathon. Bei den Leichtathletik-Weltmeisterschaften 2001 belegte sie den 17. Platz. Kurz darauf verbesserte sie als Dritte beim Tokyo International Women’s Marathon mit 2:25:35 h ihren persönlichen Rekord um fast fünf Minuten.
2003 wurde Bruna Genovese Vierte in Tokio und im Jahr darauf Zweite beim Rom-Marathon.
Beim Marathon der Olympischen Sommerspiele 2004 in Athen belegte Genovese den zehnten Platz. Zum Saisonende gewann sie den Tokyo International Women’s Marathon.
2005 wurde Bruna Genovese Dritte beim Boston- und Fünfte beim New-York-City-Marathon.
Dem vierten Platz in Boston in ihrer persönlichen Bestzeit von 2:25:28 h folgte beim Marathon der Leichtathletik-Europameisterschaften 2006 in Göteborg der fünfte Platz. 2007 wurde Genovese Dritte beim Frauenmarathon von Tokio.
Bruna Genovese ist 1,61 m groß und wiegt 50 kg. Sie wird vom ehemaligen Olympiateilnehmer Salvatore Bettiol trainiert.